# 面影平野 (アルバム)
『面影平野』（おもかげへいや）は、藤圭子のスタジオ・アルバム。1977年12月5日発売。発売元はRCA。規格品番はRVL-7041。2014年2月26日にソニー・ミュージックダイレクトから初CD化された。CD盤の規格品番はMHCL-30217。

## 解説
シングル・レコード「面影平野」とB面曲「圭子のドンデン節」（1977年11月5日発売、RVS-1107）が収録された藤圭子のLPスタジオ・アルバムである。全曲オリジナル作品。ベスト・アルバムを除くと1977年3枚目のアルバムとなった。
ソニー系列の「日本の名盤復刻シリーズ」で廉価価格にて復刻され、2014年に初CD化された。CD化の際、音源に対しデジタル・リマスタリングが施された。また、CD規格は「高品質CD」とされるBlu-specCD2仕様である。
エピソード
テレビ番組でアルバムの表題曲「面影平野」を歌う藤圭子の模様が映像サイトに投稿されたのちに削除された残念さについて、宇多田ヒカルがツイッターに思いを書き記したことがある。

## 収録曲
- レコードではM-1〜M-5がA面、M-6〜M-10がB面

1. 面影平野（3分59秒）[3]
  - 作詞: 阿木燿子、作曲: 宇崎竜童、編曲: 馬飼野俊一
2. 圭子のドンデン節（3分2秒）
  - 作詞: 阿木燿子、作曲: 宇崎竜童、編曲: 馬飼野俊一
3. サヨナラ東京（3分57秒）
  - 作詞: 千家和也、作曲・編曲: 伊藤雪彦
4. 北の置き手紙（3分34秒）
  - 作詞: 千家和也、作曲: 伊藤雪彦、編曲: 竜崎孝路
5. こがれ死（4分13秒）
  - 作詞: 石坂まさを、作曲: 曽根幸明、編曲: 馬飼野俊一
6. 愛の終着駅（3分51秒）
  - 作詞: 山田孝雄、作曲: 平尾昌晃、編曲: 竜崎孝路
7. 星を背負って（3分59秒）映画『新・女囚さそり_特殊房X』主題歌
  - 作詞: 石坂まさを、作曲: 若林いさむ、編曲: 竜崎孝路
8. あなたはあなたで（3分50秒）
  - 作詞: 石坂まさを、作曲: 曽根幸明、編曲: 馬飼野俊一
9. 雨の札幌（4分11秒）
  - 作詞: 石坂まさを、作曲: 若林いさむ、編曲: 竜崎孝路
10. みれん（4分5秒）
  - 作詞: はぞのなな、作曲: 岡千秋、編曲: 池多孝春